# ベル神殿
ベル神殿（ベルしんでん、アラビア語: معبد بل、英語: Temple of Bel）は、シリアのパルミラに位置する古代の石造遺跡である。神殿は、パルミラにおいて崇拝されたセム人の神ベル（ベール、バアル、バール）に捧げられ、パルミラの月神アグリボールと太陽神ヤルヒボールとともに三位神として、パルミラの信仰生活の中心に造られ、西暦紀元32年に奉献された。その遺跡はパルミラで最もよく保存されたものといわれていた。2015年8月末、国連訓練調査研究所 (UNITAR) が衛星画像を解析した結果、イスラム過激派組織 ISIL によって破壊されたと発表した。

## 歴史

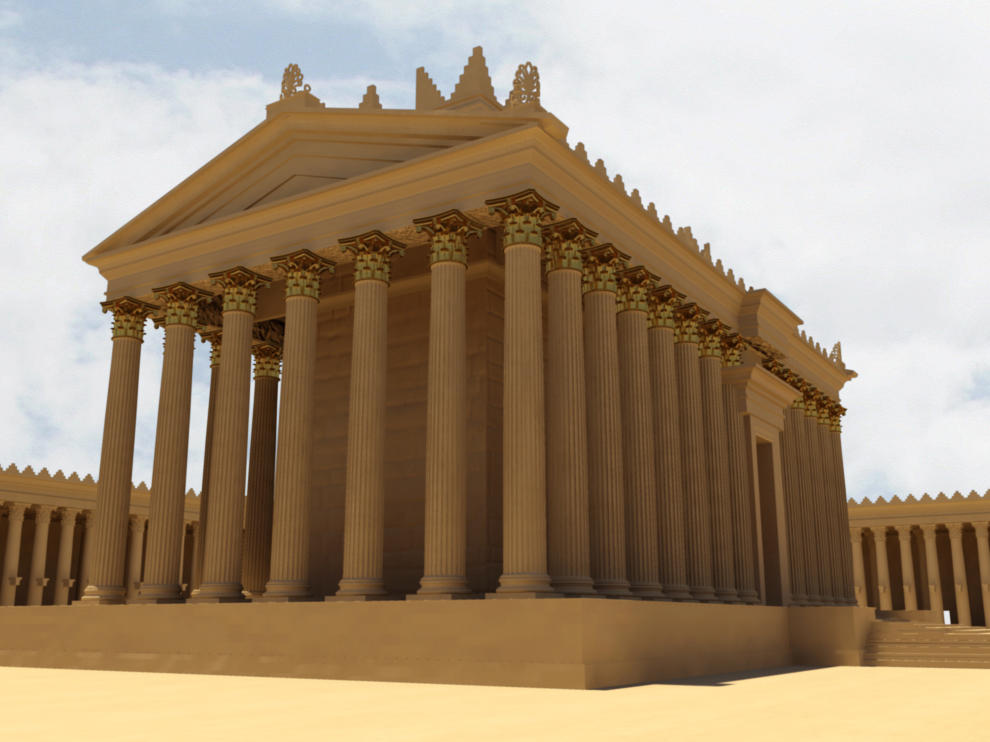
ベル神殿のデジタル復元

神殿は、紀元前3千年紀にさかのぼる人間の居住を示す地層の遺丘の上に築かれ、地下6メートルから青銅器時代中期（紀元前2200-1550年）初頭の痕跡が認められている。その一帯は、一般に「最初のベル神殿」とも「ヘレニズム神殿」とも呼ばれるヘレニズム時代に建てられたかつての神殿とともに前ローマ時代に占領された。聖域 (temenos) およびプロピュライア（入口）をもつ周壁は、西暦1世紀後半から2世紀前半（2世紀中頃まで）に建設された。境内にある列柱のコリント式支柱の台座には、かつて寄進者の彫像が立っていた。
ベル神殿は、東ローマ帝国（ビザンティン帝国）時代にキリスト教の教会に転換された。1132年には構造物の一部がアラブ人によって改造され、その構造を保存しながら神殿をモスクに変更した。神殿は1920年代までモスクとして使用されていた。2015年8月、ISIL によって破壊された。

## 建築

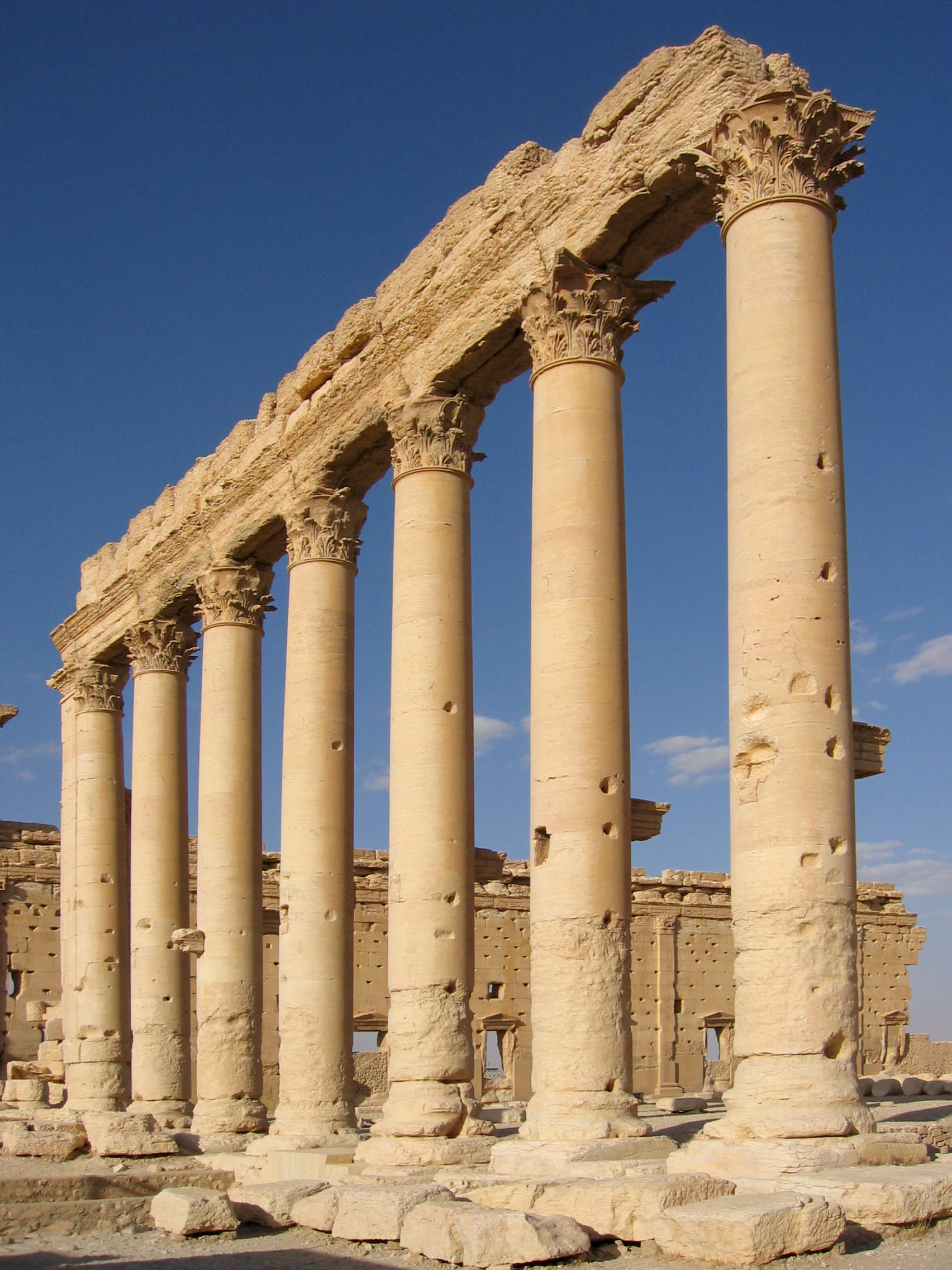
神殿の列柱

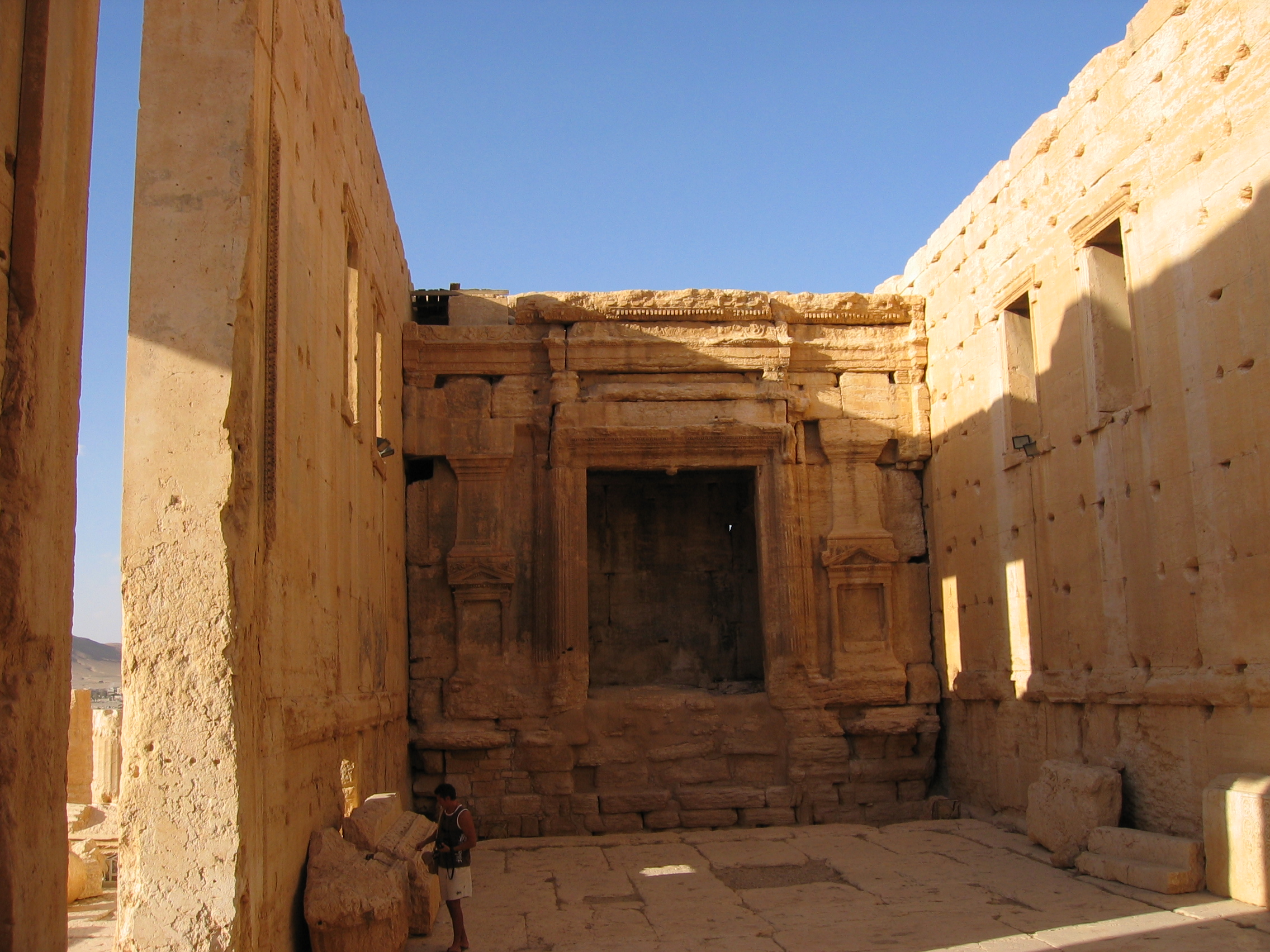
内陣北側

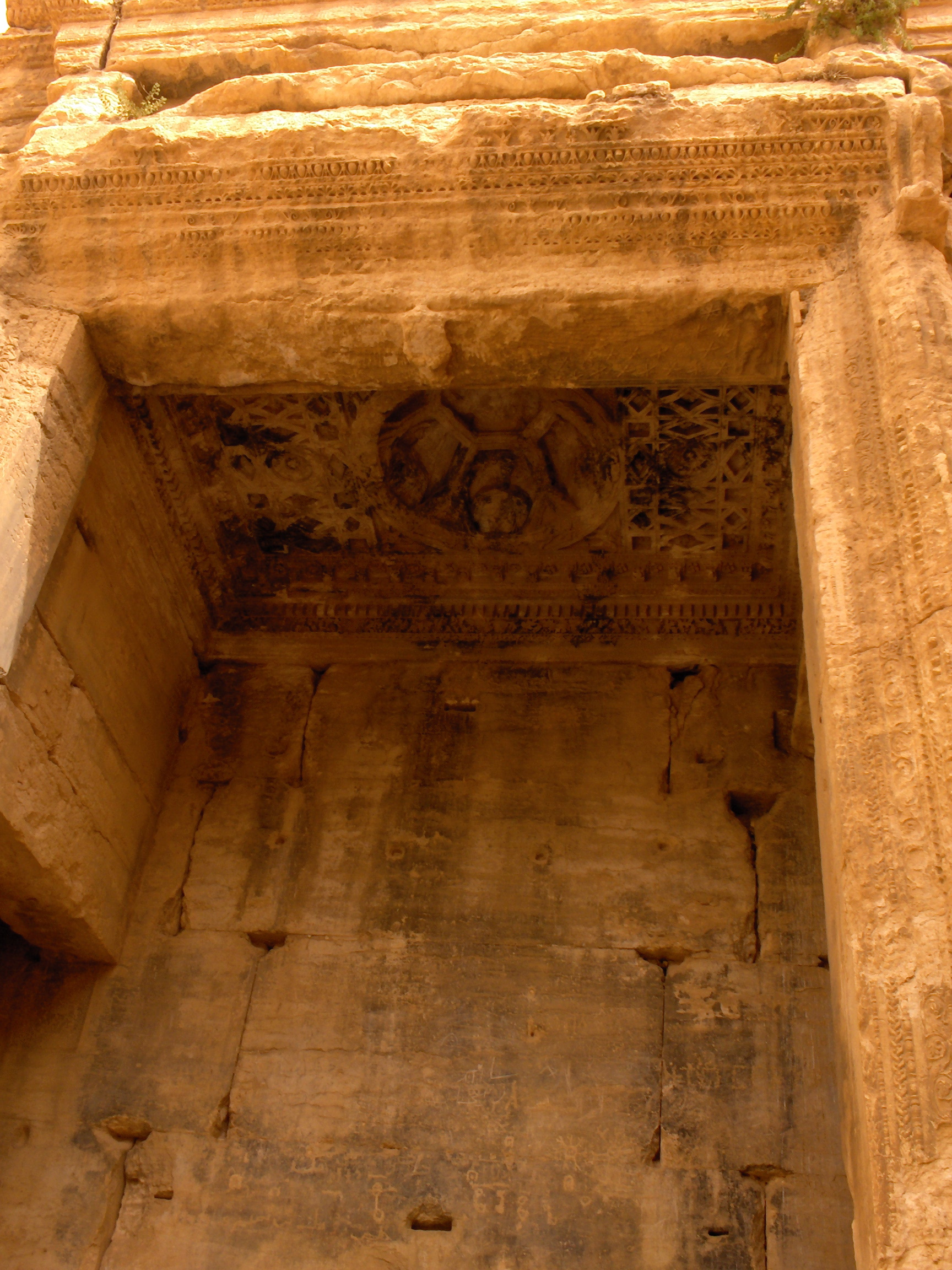
北側の神像安置所の上部

神殿は、古代オリエントとギリシア・ローマ建築の著しい統合を示している。境内はプロピュライアを備えた、南北205メートル、東西210メートルの巨大な長い周壁に囲まれる。その入口となる西側の記念門より通じる舗装された境内にその本殿は置かれた。本殿はポルチコ（柱廊）が並ぶ大きな境内の内側にあって、長方形の形をしており、南北を向く。その境内中央の基壇上に、実際の神殿建造物である本殿の内陣があった。内陣はコリント式の柱の前柱式柱廊に囲まれ、唯一境内から通じる大きな階段にある入場門によって長辺側が途切れている。
内陣は、内側に2か所の聖域をもつということにおいて独特であり、北と南に向かい合う神像安置所（アディトン、adyton）があって、ベルおよび他の地元の神々の聖堂として捧げられた。南北の安置所の天井は一枚岩で造られ、北側の安置所の天井は、丸く凹んだ部分に黄道帯の十二宮に囲まれた、古くから知られた7つの惑星神の胸像の浅浮き彫り彫刻がユピテルを中心にみられ、また、北安置所の上枠にはベル神を象徴する翼を広げたワシが彫られており、その翼下に星の形の装飾が見られるとともに、両翼端にはアグリボールとヤルヒボールが刻まれて、片側の端にその1神が確認できた。南側の神像安置所には広い階段がついていて、安置している三位神像を、行列の折に運び出していたと考えられる。内陣は、2辺の長い壁に高く切り取られた2対の窓より明かりがとられ、建物の階段の3か所の角からは、屋上テラスに通じた。

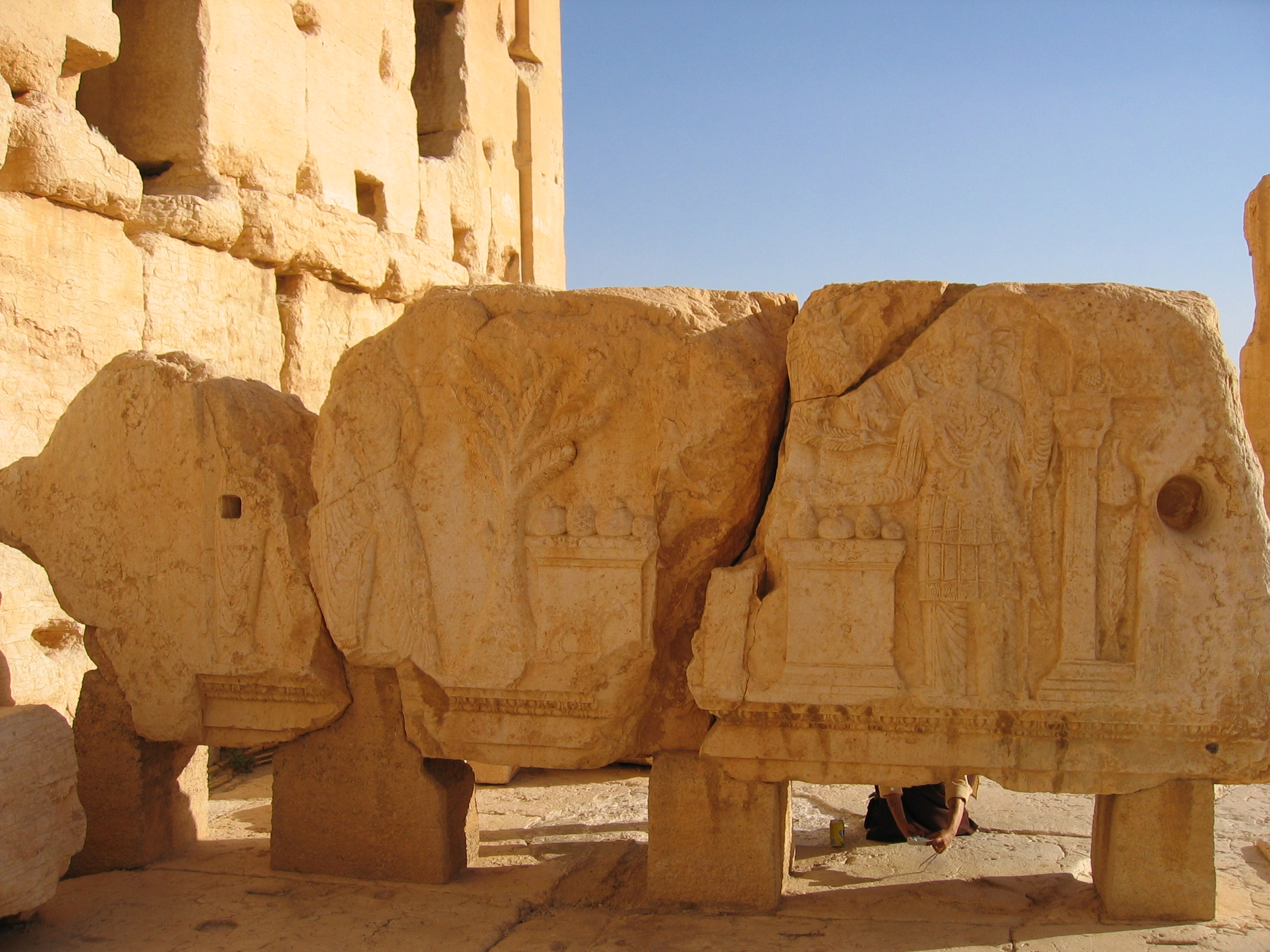
月神アグリボールや列柱・果物を供えた祭壇などが彫られた梁

柱廊の天井を支えた梁（はり）のうち2本が本殿の横に置かれ、その1本は、ラクダやベールをかぶった女性の行列の彫刻で知られた。もう1本の梁の片面には、肩に三日月をもつアグリボールや神殿の列柱および果物を供えた祭壇などが見られ、反対の面には、ウマに乗った神や6体の神などが刻まれていた。
境内には、流し台、祭壇、食堂、それに壁龕（へきがん）を備えた建物の遺構があった。また、北西の隅には、生贄の動物が境内に引き込まれた傾斜路を備えていた。
1132年にアラビア人によって改修され堡塁（ほうるい）が築かれた時、神殿はモスクに転化され、そのことでさらなる破損から保護されてきた。

## 破壊

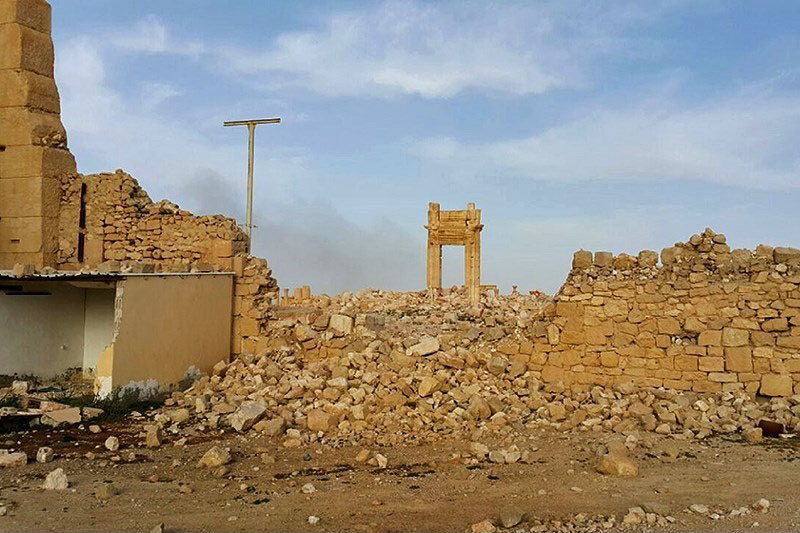
ISIL に爆破された神殿の遺構

2015年8月30日、ISIL が爆発物によって神殿を一部破壊したと目撃証言により報じられた。石塊や柱が地面に崩れ、唯一、壁だけが残ると報告され、その損傷はシリア人権監視団からも伝えられた。
2015年8月31日、国連は衛星画像を検討した結果、神殿の破壊を確認し、「ベル神殿の本殿と、同じくその直近の列柱の破壊が確認できる」と国連訓練調査研究所 (UNITAR) より報告された。本殿の入場門だけが神殿の破壊より免れた。